# Catedral de Todos los Santos (Charlotte Amalie)
La Catedral de Todos los Santos (en inglés: Cathedral Church of All Saints) es una catedral episcopal en St. Thomas, Islas Vírgenes de Estados Unidos, un territorio de Estados Unidos en las Antillas Menores. Es la sede de la diócesis de las Islas Vírgenes y se encuentra en la ciudad de Charlotte Amalie. La iglesia fue construida en 1848 para celebrar el fin de la esclavitud. La estructura fue construida a partir de piedra que era de una cantera en la isla. Los marcos de las ventanas arqueadas góticas están llenas de ladrillo amarillo que fue utilizado como lastre a bordo de los buques. Los ladrillos fueron dejados por los comerciantes en el paseo marítimo para hacer espacio en sus barcos para la melaza, el azúcar, la caoba y el ron para su viaje de regreso. 